# Давид Гурамішвілі (фільм)
«Давид Гурамішвілі» — грузинський радянський чорно-білий художній фільм, знятий на Тбіліській кіностудії в 1945 році.

## Сюжет
Фільм оповідає про грузинського поета-воїна Давида Гурамішвілі, який жив у XVIII столітті.

## У ролях
- Георгій Шавгулідзе —  Давид Гурамішвілі
- Кохта Каралашвілі —  Георгій
- Олександр Оміадзе —  Вахтанг VI, цар Картлі
- Додо Чічінадзе —  Кетеван
- Шалва Гамбашідзе — другорядна роль
- Фаїна Шевченко —  імператриця Анна Іванівна
- Тетяна Окуневська —  Єлизавета Петрівна, цесарівна
- Іван Перестіані —  Волинський
- Яків Малютін —  Ернст-Йоганн фон Бірон, герцог
- Осип Абдулов —  Ушаков
- Анатолій Сміранін —  Фрідріх II, король Пруссії
- Ніно Чхеїдзе —  княгиня
- Олександр Апхаїдзе — епізод
- Георгій Давіташвілі —  Сулхан-Саба Орбеліані
- Олександр Джагарбеков — епізод
- Михайло Мгеладзе —  поет Джавахішвілі
- Михайло Султанішвілі — епізод
- Іван Тоїдзе — епізод

## Знімальна група
- Режисери — Ніколоз Санішвілі, Йосип Туманішвілі
- Сценаристи — Ніколоз Санішвілі, Володимир Орлов
- Оператори — Борис Буравльов, Дмитро Фельдман
- Композитор — Андрій Баланчивадзе
- Художники — Крістесіа Лебанідзе, Леонід Мамаладзе, Олексій Уткін